# Biola
Biola és una concentració de població designada pel cens dels Estats Units a l'estat de Califòrnia. Segons el cens del 2000 tenia 1.037 habitants.

## Demografia
Segons el cens del 2000, Biola tenia 1.037 habitants, 224 habitatges, i 202 famílies. La densitat de població era de 625,6 habitants/km².
Dels 224 habitatges en un 55,8% hi vivien nens de menys de 18 anys, en un 68,3% hi vivien parelles casades, en un 15,6% dones solteres, i en un 9,4% no eren unitats familiars. En el 8,5% dels habitatges hi vivien persones soles el 7,1% de les quals corresponia a persones de 65 anys o més que vivien soles. El nombre mitjà de persones vivint en cada habitatge era de 4,63 i el nombre mitjà de persones que vivien en cada família era de 4,78.
Per edats la població es repartia de la següent manera: un 36,5% tenia menys de 18 anys, un 12,7% entre 18 i 24, un 27,9% entre 25 i 44, un 13,1% de 45 a 60 i un 9,7% 65 anys o més.
L'edat mitjana era de 25 anys. Per cada 100 dones de 18 o més anys hi havia 106,3 homes.
La renda mitjana per habitatge era de 32.667 $ i la renda mitjana per família de 30.234 $. Els homes tenien una renda mitjana de 21.042 $ mentre que les dones 14.464 $. La renda per capita de la població era de 7.375 $. Entorn del 24,9% de les famílies i el 25,9% de la població estaven per davall del llindar de pobresa.

## Poblacions més properes
El següent diagrama mostra les poblacions més properes.